# Ochii orașului meu
Ochii orașului meu este un film românesc din 1963 regizat de Virgil Calotescu.